# Stuart: Visszapörgetett élet
A Stuart: Visszapörgetett élet (eredeti cím: Stuart: A Life Backwards) Alexander Masters életrajzi könyve és az az alapján készült, 2007-es brit tévéfilm. A történet Masters barátja, a visszaeső bűnöző Stuart Clive Shorter életét követi nyomon, felnőtt korától visszafelé gyerekkoráig. A 2005-ben megjelentetett könyv megnyerte a Whitbread Book Awardsot és a Guardian First Book Awardot, 2006-ban pedig a Hawthornden-díjat. A könyv magyarul Stuart: Egy élet visszanézve címen jelent meg a GABO kiadásában 2009-ben.
A filmet David Attwood rendezte a BBC és az HBO közreműködésében, amiben Masterst Benedict Cumberbatch, Shortert pedig Tom Hardy játszotta. A produkciót az Egyesült Királyságban a BBC adta le 2007. szeptember 23-án, Magyarországon a Cinemax tűzte műsorra. A film kritikai siker volt, Tom Hardy alakítását pedig a 2008-as televíziós BAFTA-gálán a legjobb színész díjára jelölték.
2013-ban egy színházi produkciót is készítettek a könyv alapján, amit a kétszeres BAFTA-győztes Jack Thorne írt színpadra a HighTide Fesztiválszínház és a sheffieldi Crucible Színház készítésében. Ebben a Perrier-díjas Will Adamsdale játszotta Masterst és Fraser Ayres alakította Shortert, utóbbit jelölték a Edinburgh Comedy Awardsra a legjobb színész kategóriában.

## Cselekmény
Alexander Masters író és jótékonysági munkatárs, aki egy rendezvény során ismerkedett meg a hajléktalan Stuart Shorterrel. Kettejük találkozásából különös barátság kötődik, ami során az író szép lassan kezdi megismerni a férfi komplikált és traumatikus életét. Masters felajánlja, hogy könyvet ír Shorter életéből, amit a férfi kérésére kezd el visszafele elmesélni, mert így izgalmasabbnak találná. A történet során szép lassan kitárul a mentálisan beteg Stuart élete, postai rablásokkal, öngyilkossági kísérletekkel, félresikerült házassággal és félrekezelt mentális betegséggel, ami gyerekkori bántalmazásokat okozott - mindezt a férfi száraz humorával elmesélve.

## Szereplők
| Színész                | Szerep                  | Magyar hang      |
| ---------------------- | ----------------------- | ---------------- |
| Benedict Cumberbatch   | Alexander Masters       | Dévai Balázs     |
| Tom Hardy              | Stuart Shorter          | Orosz Ákos       |
| Claire-Louise Cordwell | Karen, Stuart nővére    | Bánfalvi Eszter  |
| Nicola Duffett         | Judith, Stuart anyukája | Rátonyi Hajni    |
| Edna Doré              | Stuart nagymamája       | Medgyesi Mária   |
| Frank Mills            | Stuart nagypapája       | Versényi László  |
| Felicity Dean          | Dido                    | Szórádi Erika    |
| David Chittenden       | James                   | Galbenisz Tomasz |
| Timothy Carlton        | Howarth bíró            | Izsóf Vilmos     |
| Sandra Maitland        | Dr. Campbell, képviselő |                  |
| Terry Bird             | Rendőr                  | Juhász György    |
| Alexandra Mathie       | Munkaügyi tanácsos      | Törtei Tünde     |
| Shenagh Govan          | Nő a gyűlésen           | Molnár Zsuzsa    |
| Dominic Kemp           | Férfi a gyűlésen        | Varga T. József  |